# Wapinitia
Wapinitia az Amerikai Egyesült Államok északnyugati részén, Oregon állam Wasco megyéjében elhelyezkedő önkormányzat nélküli település.
Neve egy indián kifejezésből ered, melynek jelentése „a peremnél”.

## Fordítás
- Ez a szócikk részben vagy egészben  a   Wapinitia, Oregon című angol Wikipédia-szócikk ezen változatának fordításán alapul.  Az eredeti cikk szerkesztőit annak laptörténete sorolja fel. Ez a jelzés csupán a megfogalmazás eredetét és a szerzői jogokat jelzi, nem szolgál a cikkben szereplő információk forrásmegjelöléseként.